# Johann Botsack

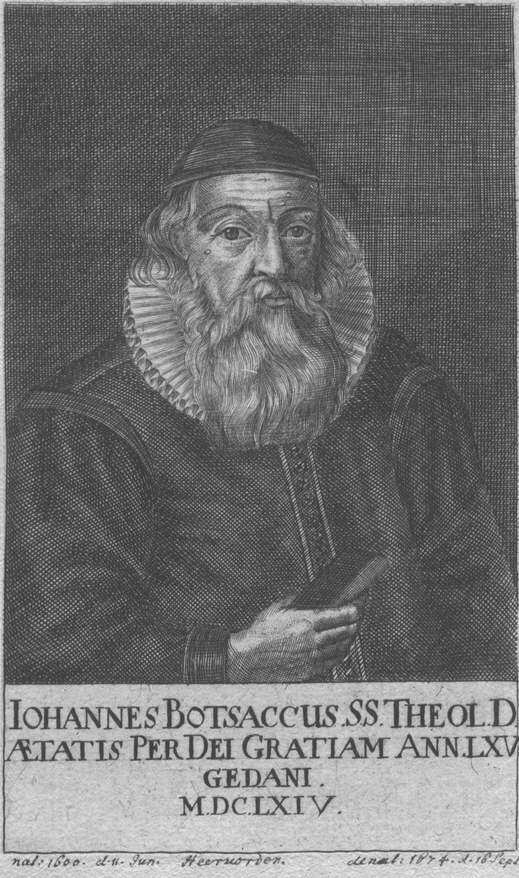
Johann Botsack, zeitgenössischer Kupferstich

Johann Botsack (auch: Botsaccus; * 11. Juni 1600 in Herford; † 16. September 1674 in Danzig) war ein deutscher evangelischer Theologe.

## Leben
Botsack wurde als Sohn des damaligen Bürgers in Herford und späteren Vikar in Lübeck Barthold Botsack und dessen Frau Elisabeth (geb. Nagel) geboren. Sein Großvater war der Herforder Bürgermeister Johannes Botsack und die Großmutter väterlicherseits war Katharina Wittig von Liegen. Nach anfänglicher Ausbildung durch Privatlehrer und an der Elementarschule in Herford, setzte er 1613 seine Ausbildung in Lübeck fort. Dort fand er Aufnahme im Haushalt seines Onkels, den Kaufmann Friedrich Botsack. Dieser ermöglichte ihm im Alter von vierzehn Jahren einen Aufenthalt am Gymnasium in Hamburg und 1617 ein Studium an der Universität Wittenberg. Hier wurden Friedrich Balduin, Wolfgang Franz, Jakob Martini, Balthasar Meisner und Nikolaus Hunnius seine Lehrer. 1618 begab er sich aus gesundheitlichen Gründen wieder nach Lübeck und setzte anschließend seine Ausbildung an der Universität Königsberg bei Cölestin Myslenta fort.
Dort blieb er wegen der dort einfallenden Pest jedoch nicht lange und zog daher 1620 an die Universität Rostock. Hier waren es vor allem Paul Tarnow und Johann Affelmann, welche Einfluss auf seine theologische Entwicklung nahmen. Am 2. Juni 1625 erwarb er sich in Rostock den akademischen Grad eines Magisters der philosophischen Wissenschaften. Anschließend wurde er Hauslehrer der Kinder von Helwig Garth. Dessen ältesten Sohn Christian Garth begleitete er nach Wittenberg und bildete diesen, bis jener sich den Magistergrad erwerben konnte. In Wittenberg betätigte er sich auch als Privatdozent und absolvierte weiter Studien bei Paul Röber, Wilhelm Leyser und Johann Hülsemann. Am 15(19). Juli 1630 erwarb er sich dort das Lizenziat der Theologie und promovierte am 15. März 1631 zum Doktor der Theologie.
Im August 1631 wechselte er als Rektor an das Akademische Gymnasium Danzig und wurde zugleich am 30. Oktober 1631 Pastor der Marienkirche. Im geistlichen Ministerium der Stadt führte er von 1643 bis 1661 als Senior Ministerii den Vorsitz. und war zugleich Oberpfarrer der St. Johanniskirche ebenda. Im März 1672 wurde er aus seiner Stellung emeritiert.
Bekannt geworden ist Botsack als Gesinnungsgenosse von Abraham Calov und als Teilnehmer am Collegium in Thorn 1645, wo er neben Calov und Johann Hülsemann, einer der Hauptvertreter des lutherischen Bekenntnisses war. In Danzig setzte er mit Calov die gnesiolutheranerische Richtung gegenüber der Ideen der Philippisten durch. Als lutherischer Streittheologe des 17. Jahrhunderts füllte er seine Schriften mit konfessioneller Polemik gegen Katholiken, Reformierte und Sekten.

## Familie
Seine erste Ehe schloss er im Februar 1631 in Wittenberg mit Sabina Hettenbach († 7. Dezember 1642 in Danzig), die Tochter des Professors der Medizin Ernestus Hettenbach, die Witwe des Professors der Theologie Wolfgang Franz. Seine zweite Ehe ging er 1644 mit Adelgunde Cramer († 17. Dezember 1659 in Danzig), die Tochter des Pfarrers St. Johann in Danzig Mag. Johann Jacob Cramer, ein. Aus der Ehe gingen sechs Kinder hervor. Drei Söhne und drei Töchter. Zwei Söhne und eine Tochter starben vor dem Vater. Zwei Töchter und ein Sohn überlebten den Vater. Von den Kindern kennt man:
1. To. Maria Elisabeth Botsack ⚭ Ernst von Dorne
2. To. Adelgunde Botsack ⚭ mit Melchior Scheffler
3. So. Nathanel Friedrich Botsack

Er war der Onkel des Braunschweiger Superintendenten und Kopenhagener Theologieprofessors Bartholomäus Botsack.

## Werke (Auswahl)

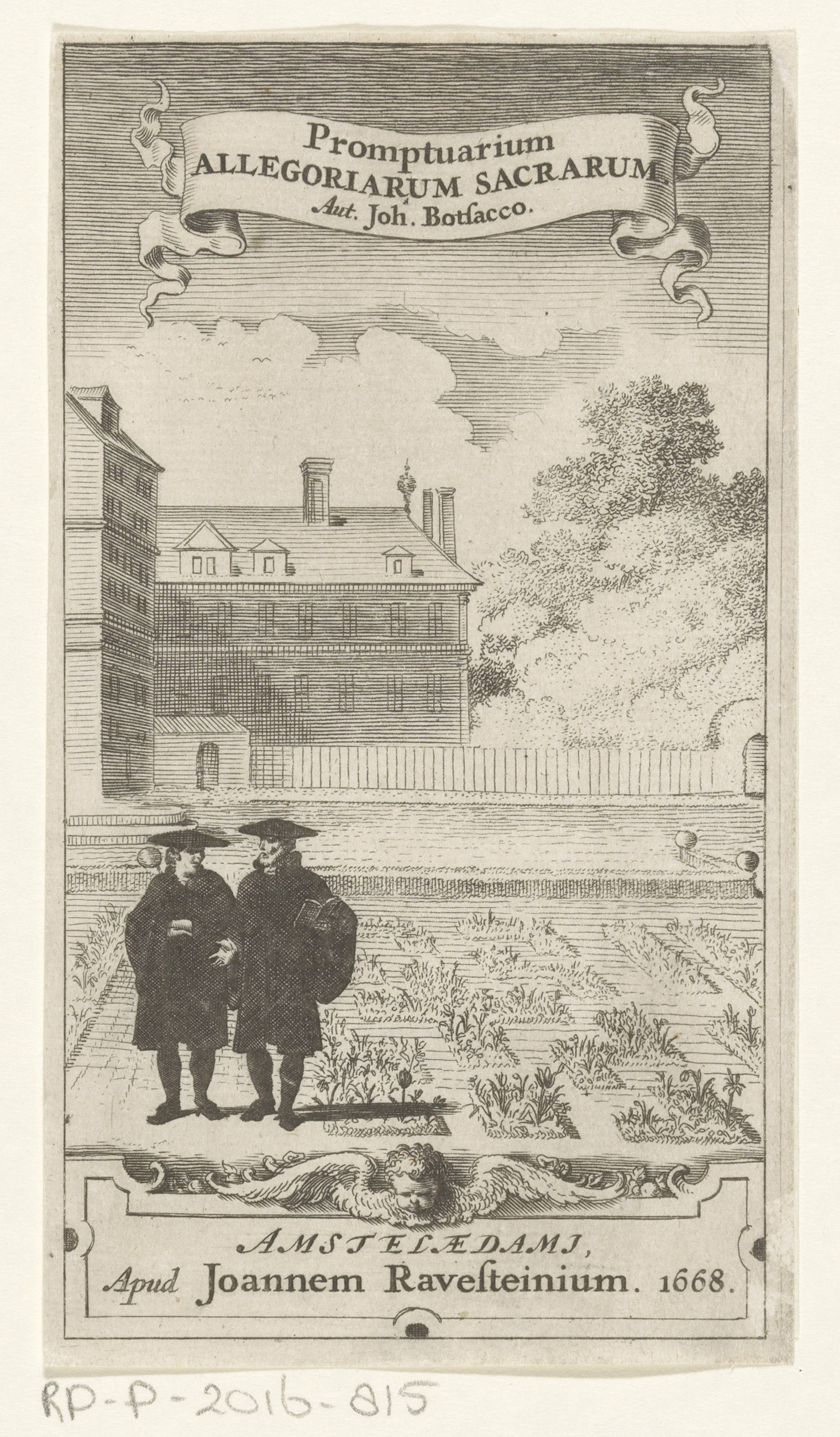
Johann Botsack. Promptuarium allegoriarum sacrarum. Amsterdam: Johannes van Ravesteyn, 1668.

- Promptuarium Allegoriarum Et Similitudinum Theologicarum: Quibus Pleraque Doctrinae Christianae capita illustrantur; Cum Praefatione Nicolai Hunnii, SS. Theologiae D. Ecclesiae Lubecensis Superintendentis. Et Indice Triplici, Locorum Scripturae Allegorumenōn, Rerum ad seriem literarum; Earundemq[ue] ad varia exordia homiliarum, in Evangel. & Epistolas, applicatarum. Franz Dunder, Lübeck, 1626; Neuauflagen Franz Dunder, Lübeck 1628, 1629, 1633, 1657.
- Demonstratio Evidens, quod Ecclesia Romano-Papistica, Non Sit Sancta: Ex Propriis, domesticisq[ue] testimoniis Pontificiorum extructa, contra gloriationes quorundam, eorundem: Indice Triplici. Autorum, Materiarum & Capitum, Earundem Ordine Alphabetico recensitarum instructa. Zacharias Schürer (Erben), Wittenberg, 1629 (Digitalisat)
- Promptuarium Allegoriarum : tributum in Centurias XVIII. & supra. Franz Dunder/Valentin Schmalhertz; Lübeck, 1629
- Demonstratio Evidens, quod Ecclesia Romano-Papistica, Non Sit Sancta : Ex Propriis, domesticisq[ue] testimoniis Pontificiorum extructa, contra gloriationes quorundam, eorundem: Indice Triplici. Autorum, Materiarum & Capitum, Earundem Ordine Alphabetico recensitarum instructa. Zacharias Schürer (Erben)-Salomon Auerbach (Erben), Wittenberg, 1629 (Digitalisat)
- Promptuarium Allegoriarum : tributum in Centurias XVIII. & supra. Franz Dunder/Valentin Schmalhertz, Lübeck, 1629; Franz Dunder/Valentin Schmalhertz, Lübeck, 1633;
- Evangelicum Cavete: Das ist/ Christliche/ Evangelische Warnung für der Römischen Bäpstischen Lehr/ nach anleitung deß unfehlbaren Worts Gottes und ordnung deß D. Catechismi/ D. Mart: Luth. S.: Für die Einfältigen gestellet; darauß zu lernen/ wie die Römische Lehr alle Häuptstücke deß Catechismi umbstosse/ und allen Trost der Seelen wegneme. Paul Helwig, Wittenberg, 1630
- Pia, ingenua debitaq[ue] commonefactio, & gravissima per Deum obtestatio illorum omnium, quibus salus curae est, De Multis Absurdissimis, Ecclesiae Et Reip. Summo Tandem Exitio Futuris Erroribus circa fidei principia, naturam, & fructus, qui obtruduntur hodieq[ue] defensitantur, in Iure Pontificio, Pontificali Romano, Ceremoniali Romano, Conformitatibus Francisci, Libris quibusdam Suarez, Marianae, Bellarminae, Becani, & aliorum .... Paul Helwig, Wittenberg, 1630 (Disp. Inaug. Präs. Paul Röber)
- Evangelicum Cavete: Das ist/ Christliche/ Evangelische Warnung für der Römischen Bäpstischen Lehr/ nach anleitung deß unfehlbaren Worts Gottes und ordnung deß D. Catechismi/ D. Mart: Luth. S. : Für die Einfältigen gestellet; darauß zu lernen/ wie die Römische Lehr alle Häuptstücke deß Catechismi umbstosse/ und allen Trost der Seelen wegneme. Paul Helwig, Wittenberg, 1630
- Prooemium Iubilaeum, Das ist: Evangelische Vorbereitungspredigt/ auff daß Christliche Lutherische Jubelfest/ der Kirchen ... der unverenderten Augspurgischen Confession zugethanen. Von rechter Heiligung und Vorbereitung unserer Hertzen/ auff solchen Festtag des Herrn : Aus dem verordneten Evangelischen Text Lucae 1. v. 57. &c. Am S. Johannis Tage/ ... zu Wittenberg gehalten. Paul Helwig/Christian Thamm (Erben), Wittenberg, 1630, (Digitalisat)
- D. Eliae Schilleri Grundfeste Catholischer Warheit Umbgestossen: Oder Gegenbericht Aus Gottes Wort und Bekentnis der Röm. Bäpstischen Lehrern/ das die wahre Kirche Gottes bey der Evangelischen Augspurg. Confession zugethanen (nicht bey den Römisch. Bäpstischen) jederzeit zu finden. Paul Helwig, Wittenberg, 1630,
- Der Christen Gebets-Ancker : Darinnen gezeiget wird: 1. Wie schwer die Anfechtung sey, als wolle Gott seiner Gläubigen Gebet nicht erhören, ... 2. Wie dieser Anfechtung mit ... Trostgründen vorzubawen. Paul Helwig-Hiob Wilhelm Fincelius, Wittenberg, 1630
- Contradictiones Pontificiae. Sive: Ecclesia Romano-Pontificia probatur, Non Esse Vera, Quia Non Est Una, unitate fidei : Et quidem, in nullo doctrinae Christianae capite, Concors esse demonstratur, Ex veteribus, & maxime recentioribus Scholae Pontificiae autoribus, Cum indice triplici ... . Johann Helwig/Georg Müller d. J., Wittenberg, 1631;
- Antivalerianus sive Religio Romano-Papistica, probatur, non esse Vera, Quia Regulae credendi falsae & dubiae innititur : Contra Valeriani Magni, Mediolanensis, &c. Iudicium de Acatholicorum regula credendi, Pragae 1628. editum. Gottfried Grosse/Johann Albrecht Mintzel, Leipzig, 1631, (Digitalisat)
- Einfältige Warnung, Für der New Photinianischen oder Arianischen Lehr, in zehen wichtigen Ursachen gegründet .... Georg Rethe, Danzig, 1632
- Joachimi Stegmanni Prob der Einfältigen Warnung für der New Photinianischen/ oder Arianischen lehr. Sebastian Sternacki, Rakow, 1633
- Hostia Precum: Cum Auctario corollariorum, De Ieiunio. Sive Problemata XXI. De Oratione, De quibus ... Georg Rhete, Danzig, 1633. (Digitalisat)
- Brevarium S. S. Theologiae : in duos libros. Georg Rhete, Danzig, 1634 (Digitalisat)
- Sechtzig Andachten Vom Wort der Gedult : a) Psal. 92/13. Der Gerechte wird grünen wie ein PalmBaum. b) Apoc. 2/10. Sey getrew biß an den Todt/ so wil ich dir die Krohne des Lebens geben. c) Psal. 84/12. Gott der Herr ist Sonn und Schild ... . David Rhete, Stettin, 1635
- Beständige Erweisung/ Daß Die Reformirten/ oder Calvinianer/ der wahren ungeenderten Augspurgischen Confession nicht theilhafftig/ noch zugethan seyn: In Achtzehen Hauptbeweiß gefasset ... Valentin Schmalhertz/Johann Embs, Lübeck, 1635;
- Anti-Stegmannus: Das ist/ Warhafftige Gegen-Prob der Falschen prob Joachimi Stegmans/ der Socinianischen oder Arrianischen Gemeine/ zu Clausenburg in Siegenbürgen/ gewesenen Dieners. Oder. Wiederholete ... Warnung/ für die Arrianischen und Socianischen Lehre ... . Georg Rhete, Danzig, 1635;
- Bestendige Erweisung Daß Die Reformierten/ oder Calvinianer/ der wahren ungeenderten Augspurgischen Confession nicht theilhafft/ noch zugethan seyen. Johann Embs/Valentin Schmalhertz, Lübeck, 1635;
- Disputatio De Traditionibus Pontificiis. Resp. Andreas Terruhn (* Gartz/Pommern). Georg Rhete, Danzig, 1635 (Digitalisat)
- Petrologiae, sive, de huius oraculi, Salvatoris nostri Jesu Christi : Matt. 16. v. 18. Resp..Johann Redeker (* Herford/Westfalen). Georg Rhete, Danzig, 1636 (Digitalisat)
- Paraballetairos: hoc est: I. Falsa sodalitas Calvinianorum, in A. invariata Confessione. II. D. Joh: Crocii, Proilla, inania argumenta. III. Colloquii Lipsiensis 1631. perversa interpretatio. IV. Repetitio vitiorum Philippicae, variatae Confessionis : cum Praefatione Ad ... Fridericum Metzsch: ... in qua de causis recusati Colloquii cuiusdam, contra susurros nonullorum disseritur. Georg Rhethe, Danzig, 1636 (Digitalisat)
- Anteambulo Epistolicus, praemissus suo Reformato Pseudoaugustano, quem suo tempore opponet Reformato Augustano nuper a D. Georgio Pauli, &c. evulgato : Ad omnes, veritatis, pacis & libertatis in utraq[ue] Ecclesia, Lutherana & Calviniana, amatores. Georg Rhete, Danzig, 1637, (Digitalisat)
- Erläuterung Deß Zehenden Articuls, der vngeänderten, vnd zu Augspurg, Kayser Carolo dem V. Christmildester Gedächtniß, übergebenen Lutherischen Confession oder Bekenntnuß, Vom Heiligen Abendmahl. Georg Rhete, Danzig, 1637;
- Evangelium primum, Hoc est: Scholastica consideratio dulcissimae simulac antiquissimae promissionis de semine mulieris. Resp. Laurentius Rhetius (* Köslin). Georg Rhete, Danzig, 1638;
- Reformatus Pseudoaugustanus Hoc Est Antapologia D. Johannis Botsacci, S.S. Theol. P.P. & Rectoris Gymnasii Dantiscani ...: in qua de A. Confessionis iure, origine, caussis scriptionis mutatione, variatione, societate, Deq[ue] origine & caußis controversiarum Reformato-Zwinglianorum: fuse disseritur; & primipilares controversiae, De persona Christi De praedestinatione De S. Coena Domini ... discutiuntur Contra Phlyarias Georgii Pauli D. in Apologia ipsius 1637. Bremae edita proditas. Johann Embs/Valentin Schmalhertz, Lübeck, 1638, (Digitalisat)
- Moralium Gedanensium Libri XX. & ultra: Serie Literarum Recensiti, Oraculis Sacrae Scripturae, Exemplis, Patrum dictis, allegoriis, similibus, historiis sacris, profanis, usibus Theologicis, convestiti: Ad ... DD. Gedanensis Civitatis, Patriae Patres; Adiecti sunt Indices, Dictorum S. Scripturae & Rerum, locupletißimi. Lubecae: Volckius 1655; Neuauflage 1678.
- Anabaptismus Reprobatus: Das ist: Wiederlegung der Wiedertäufferischen Lehr : In IX. Proben und Ursachen gegründet/ aus H. Göttlicher Schrifft/ Orthodoxis Patrib: und bewehrten Historicis ausgeführet ... Lübeck: Volck 1661.
- Breviarium S.S. Theologiae: In Duos Libros distributum Et Methodice digestum In Usum Scholarum regiae urbis Gedani. Magdeburgi: Lüderwaldus 1669.
- Exercitatio Astronomica De Statione Solis tempore Josuae. [Wittebergae]: Meyerus 1670; 2. Auflage 1679.